# Coast to Coast Walk

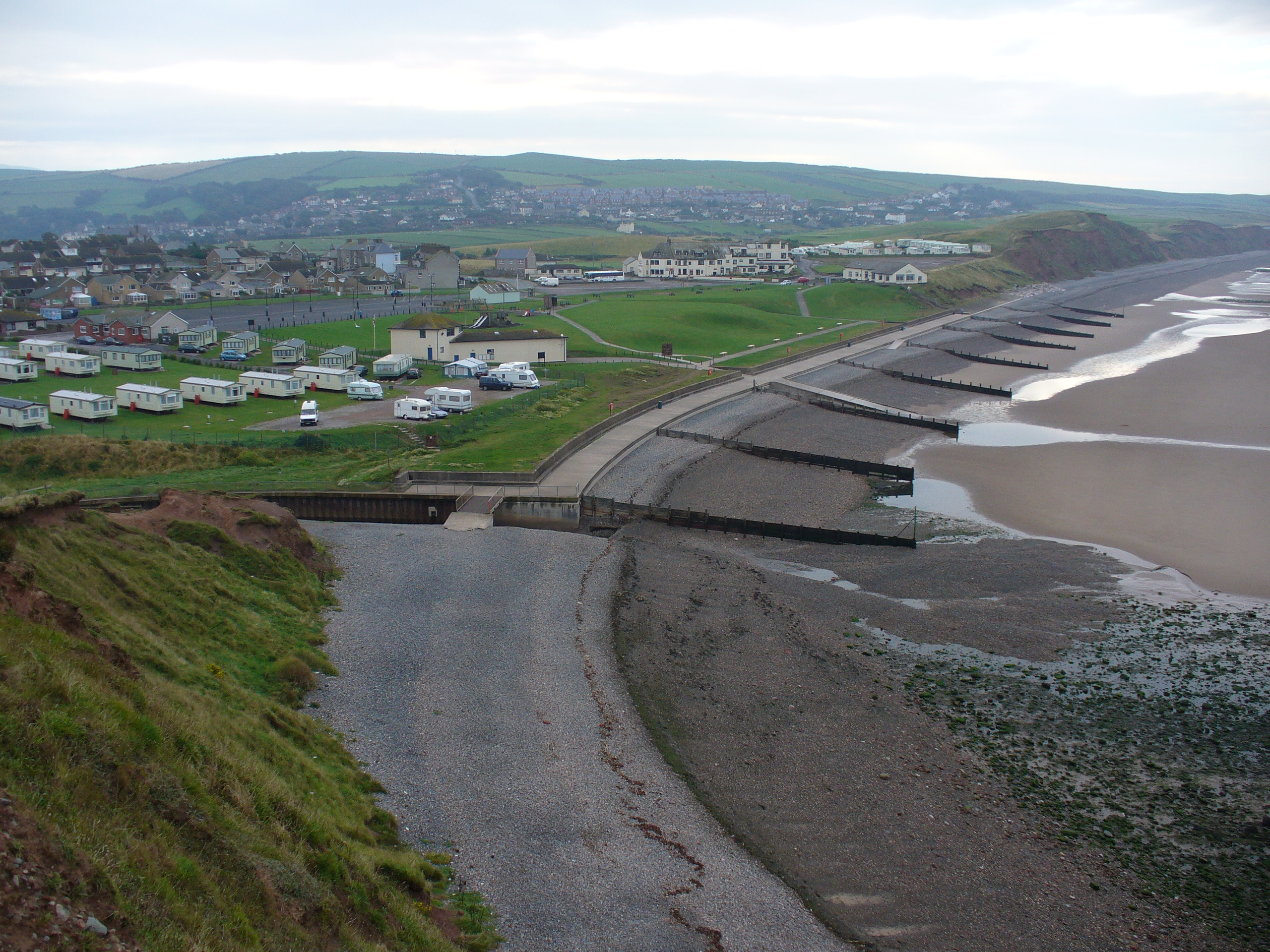
St Bees

La Coast to Coast Walk è una "camminata" di 192-miglia (secondo le recenti misure la distanza reale è di circa 220 miglia) per la maggior parte non ufficiale e non segnata sulle mappe nell'Inghilterra del Nord. Ideata da Alfred Wainwright, passa attraverso tre contrastanti Parchi nazionali: il Parco Nazionale del Lake District, lo Yorkshire Dales, e il North York Moors.
Wainwright raccomanda che i passeggiatori mettano i loro piedi "vestiti" nel mar Irlandese a St Bees e, alla fine della camminata immergano i loro piedi "nudi" nel mare del Nord a Robin Hood's Bay. Nel 1991, il percorso fu terminato in 39 ore 36 minuti e 52 secondi da Mike Hartley, definendo un nuovo record, che batteva quello stabilito nel 1985 di Mike Cudahy che aveva completato il percorso in 46 ore e 49 minuti.

## Storia e status
La Coast to Coast fu descritta da A. Wainwright nel suo libro del 1973 "A Coast to Coast Walk". A causa di restrizioni legali in alcuni tratti del percorso, l'aumento del traffico in alcuni tratti di strada e l'erosione, l'esatto percorso fatto da Wainwright non è raccomandato. Il libro è stato rivisto un certo numero di volte negli ultimi anni (l'ultima volta nel 2003) per fornire un percorso sicuro.
Wainwright suggerisce un modo di rompere i chilometri da percorrere in stadi, ognuno dei quali può essere completato in un giorno. Con uno o due giorni di pausa, si può trasformare in una vacanza di due settimane, e i post sul web dei coast-to-coasters sembrano indicare che si tratta di un percorso ancora oggi molto praticato. Tuttavia, Wainwright dice esplicitamente che non intende forzare le persone a rompere il cammino nei punti da lui indicati, né che debbano necessariamente percorrere la sua strada: per esempio, riducendo il cammino giornaliero a 10 o 12 miglia, la passeggiata diventa più facile e il viaggio si allunga a tre settimane.
(A. Wainwright, A Coast to Coast Walk)
Anche se non ufficiale, la Coast to Coast Walk usa vie pubbliche per il passaggio (sentieri, viottoli e strade secondarie) ed è una delle più importanti lunghe camminate nel Regno Unito. Nel 2004 la camminata fu premiata come secondo miglior percorso del mondo secondo un team di esperti. Harveys ha pubblicato due eccellenti mappe del percorso in scala 1:40,000.

## Percorso

Percorso della Coast to Coast Walk

Il percorso va da ovest a est - la direzione è stata decisa da Wainwright, e la si trova nelle guide più famose, ed è la direzione che mantiene prevalentemente il vento e la pioggia alle spalle, e il sole della sera fuori dallo sguardo.
Il tragitto comincia in West Cumbria, sulle sponde del mar d'Irlanda. Le persone scelgono di cominciare il cammino a St Bees, Whitehaven o Workington. L'itineraio prosegue quindi sulla pianura costiera, il  Lake District, Pennines e il Parco Nazionale North York Moors, il viaggio finisce sulle coste del Mar del Nord a Robin Hood's Bay nello Yorkshire. Tuttavia alcuni escursionisti, cominciano sulla costa est, preferendo il Lake District come apice del loro cammino.

### Lake District

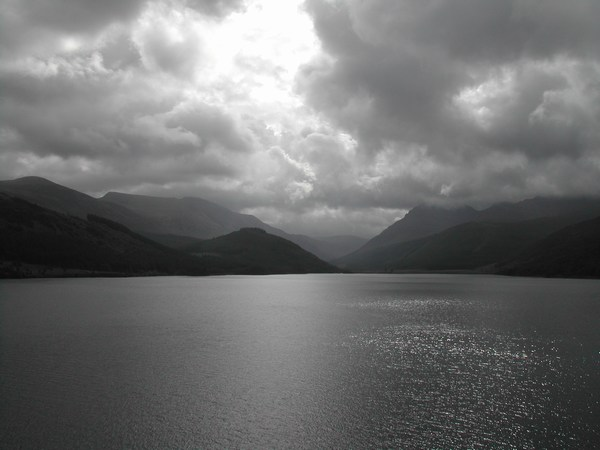
Ennerdale Water da Anglers Crag

- Dalla piccola città di mare di St Bees, il viaggio segue le scogliere di St Bees Head a nord per un paio di miglia prima di girare nell'entroterra ed incontrare una coppia di villaggi di West Cumberland Plain. Si sale quindi sulla collina di Dent, e si prosegue per la valle di Nannycatch prima di raggiungere Ennerdale Bridge.
- L'itinerario prosegue nella valle di Ennerdale lungo il confine del lago e si passa la notte all'ostello Black Sail Hut. Si prosegue quasi in verticale per Loft Beck sulla collina vicino a Great Gable, si passa il cantiere di ardesia in disuso e la ferrovia di montagna, e si scende a Longthwaite in Borrowdale.
- Lasciato Borrowdale, l'itinerario prosegue attraverso Stonethwaite e segue il flusso verso Greenup Edge, prima di salire e scendere la cima di Helm Crag verso il villaggio di Grasmere.
- Wainwright offre una scelta nell'arrampicata verso Grasmere: le montagne di Helvellyn o St Sunday Crag, o il passo tra le due prima di arrivare al villaggio di Patterdale.
- Da Patterdale, si trova un'ardua  risalita ad Angle Tarn e Kidsty Pike - a 2.560 piedi di altezza. C'è quindi una forte discesa a Haweswater e il viaggio segue la riva del lago prima di lasciare il Lake District e visitare l'Abbazia di Shap e il villaggio stesso di Shap.

### Westmorland e Yorkshire Dales
- Da Shap il percorso prosegue attraverso il terreno di calcare del plateau di Westmorland verso il villaggio di Orton, e quelli di Kirkby Stephen.

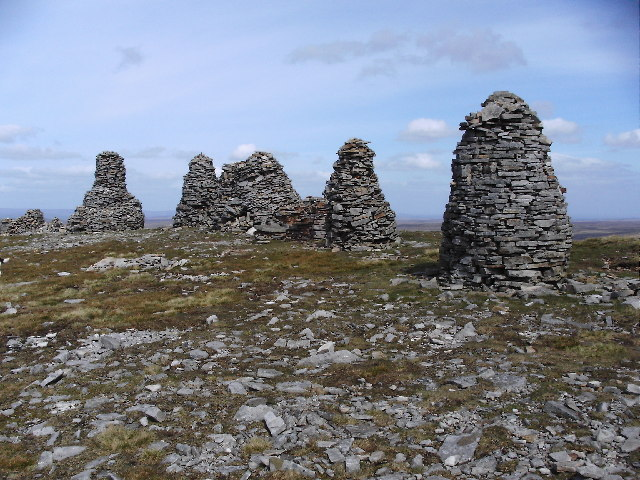
Nine Standards

- Il viaggio prosegue verso il principale spartiacque ovest/est (e il confine dello Yorkshire) sulla catena Nine Standards Rigg, ma i sentieri di montagna e i viottoli di brughiera conducono giù all'interno di Swaledale. Per aiutare a mitigare gli effetti dell'erosione, ci sono percorsi alternativi in differenti periodi dell'anno. A quasi esattamente a metà, la Coast to Coast attraversa Pennine Way all'altezza di Keld.
- Dopo Keld, c'è una scelta tra due percorsi, uno alto (aperto e ventilato) e uno basso (lungo il fiume, con negozi e locali), entrambi portano a Reeth.
- Nel basso Swaledale, il tragitto passa Marrick Priory, attraverso colline boscose fino alla città di Richmond.

### Valle di Mowbray e North York Moors

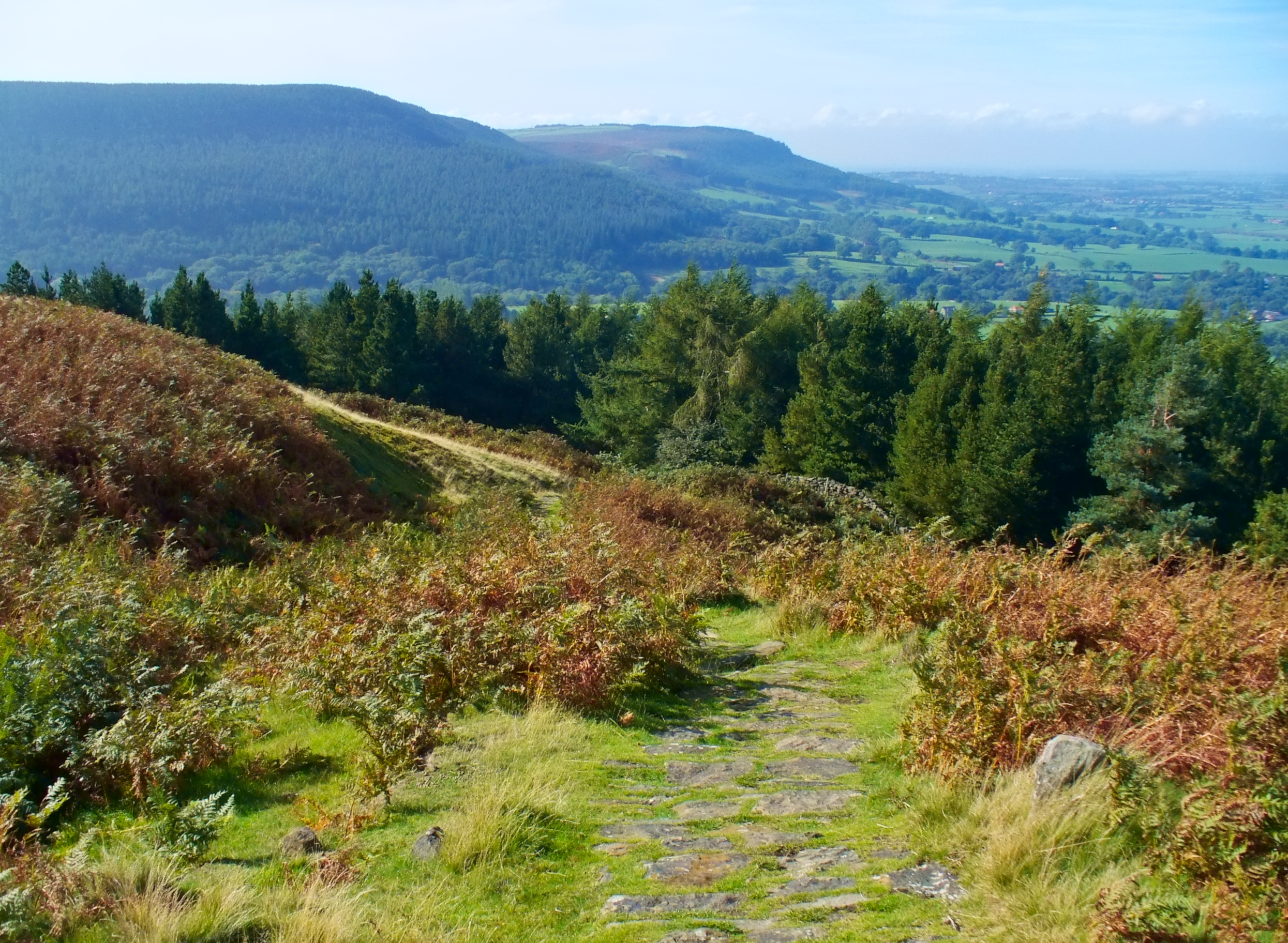
The Cleveland Way

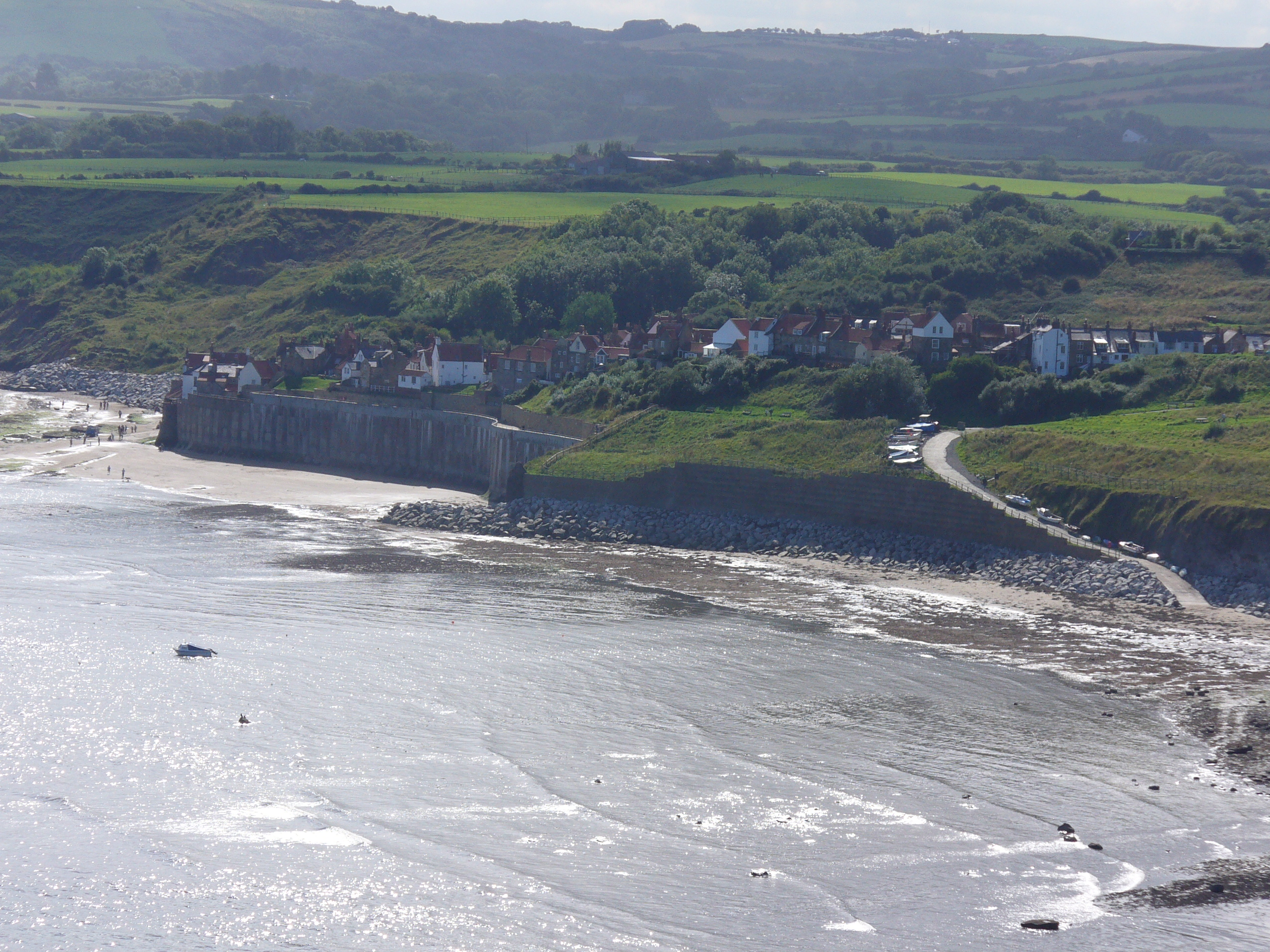
Robin Hood's Bay.

- Dopo Richmond, l'itinerario corre vicino al fiume Wiske attraverso le pianure coltivate della Valle di Mowbray verso il villaggio di Danby Wiske, e Ingleby Cross.
- L'itinerario quindi prosegue sull'orlo di North York Moors per raggiungere Cleveland Way e per scavalcare Clay Bank Top.
- Si prosegue quindi su Cleveland Way, attraverso Urra Moor verso Bloworth Crossing, dove Cleveland Way gira a nord e la Coast to Coast continua a est verso Blakey Ridge e il Lion Inn.
- Dopo la strada prosegue attraverso la brughiera prima di scendere a Glaisdale Rigg verso il villaggio di Glaisdale. Da qui, un percorso tra i boschi porta a Egton Bridge dove l'itinerario prosegue una vecchia strada a pedaggio verso Grosmont.
- Dopo una risalita a Grosmont, il percorso attraversa Sleights Moor prima di entrare a Littlebeck Wood (con un eremo scavato da un singolo masso, e la cascata Falling Foss). Da qui il percorso prosegue attraverso il Low Hawsker e l'High Hawsker sulla cime delle scogliere della costa est, dove ci si ricongiunde alla Cleveland Way. Il tragitto quindi segue la costa a sud verso il villaggio Robin Hood's Bay.

## Luoghi di interesse
- Dent
- High Stile
- Helm Crag
- Helvellyn e St Sunday Crag
- Kidsty Pike
- Nine Standards Rigg/Hartley Fell
- Cringle Moor/High Blakey Moor/Glaisdale Moor
- Urra Moor